# Christopher Herbert
Christopher William Herbert  (* 7. Januar 1944 in Lydney im Forest of Dean) ist ein britischer anglikanischer Theologe und ehemaliger Bischof von St Albans.

## Leben und Karriere
Aus einer Speditionsfamilie stammend, studierte er nach seinem Schulabschluss in Monmouth (1954–1962) Theologie und Philosophie an der Universität von Wales in Lampeter (–1965), dem Konvikt in Wells (–1967) und machte seinen Abschluss an der Universität von Bristol. Nach seiner Ordination 1967 wurde er Kurat und Aushilfslehrer in Tupsley Hereford (1967–1971). Nach seiner Tätigkeit als Berater in Religionspädagogik (1971–1976) und als Direktor für Bildungsfragen der Diözese Hereford (1976–1981) wurde er Vikar (1981–1990) in einem Ort in der Nähe von Farnham in Surrey. 1990 wurde er Leiter der Weiterbildung für Geistliche, Archidiakon von Dorking und Ehrendomherr der Guildford Cathedral. 1995 wurde er zum Bischof von St. Albans berufen.
Während seiner Amtszeit als Diözesanbischof fungierte er als Vorsitzender des Rates der Christen und Juden in Großbritannien. Seit 1999 im Oberhaus sitzend, lag sein Hauptbetätigungsfeld in den Bereichen Gesundheit und medizinische Ethik. Dabei war er Mitglied eines Auswahlkomitees, welches Vorschläge zur Änderung des Gesetzes über Sterbehilfe und assistierten Suizid sammelte und hinterfragte. 2008 erlangte er den Doktorgrad PhD an der University of Leicester.
An seinem 65. Geburtstag trat er von seinem Bischofsamt zurück. Er ist verheiratet und hat zwei erwachsene Söhne. Ehrenhalber fungiert er noch als Bischofsvertreter in Guildford, Chichester, Salisbury und Winchester.

## Ehrungen
- Ehrendoktor der University of Hertfordshire (2003)
- Ehrendoktor der Bedfordshire (2008)
- Ehrenbürger von Fano (Marken) (2008)
- Ehrenvorsitzender des Rates der Christen und Juden in GB (2009)

## Werke
- The new creation: a dramatic project for integrated studies (Religious Education Press, 1971) ISBN 0-08-016601-6
- A place to dream - a new way of looking at churches and cathedrals, mit John Hencher (Church Information Office, 1976) ISBN 0-7151-0352-0
- St Paul’s: a place to dream - a new way of looking at St Paul’s Cathedral (Friends of St Paul's, 1982) ISBN 0-902566-01-6
- The Edge of Wonder (Anthologie) (Church Information Office, 1981) ISBN 0-7151-4750-1
- Listening to children: a fresh approach to religious education in the primary years, mit Mary Ellison (Church Information Office, 1983) ISBN 0-7151-0412-8
- On the Road (Beginnings) (Bible Society, 1984) ISBN 0-564-07053-X
- Be Thou My Vision: Diary of Prayer (Collins, 1985) ISBN 0-00-599888-3
- This Most Amazing Day (Anthologie) (Church House Publishing, 1986) ISBN 0-7151-0431-4
- The Question of Jesus, mit Colin Alves und Alan Dale (Church House Publishing, 1987) ISBN 0-7151-0434-9
- Alive to God (Collins, 1987) ISBN 0-00-599998-7
- Ways Into Prayer (Church House Publishing, 1987) ISBN 0-7151-0445-4
- Help in Your Bereavement (Collins, 1988.) ISBN 0-00-599971-5
- Prayers for Children (Anthologie) (National Society for Promoting Religious Education, 1993) ISBN 0-7151-4816-8
- Pocket Prayers (Anthologie) (Church House Publishing, 1993) ISBN 0-7151-4039-6
- The Prayer Garden: an anthology of children's prayers (HarperCollins, 1994) ISBN 0-551-02812-2
- Words of Comfort (Anthologie) (National Society/Church House Publishing, 1994) ISBN 0-7151-4941-5
- A Little Prayer Diary (Neuherausgabe von Be Thou My Vision) (HarperCollins, 1996) ISBN 0-00-628019-6
- Pocket Prayers for Children (Anthologie, Illustrationen von Christina Forde) (National Society/Church House Publishing, 1999) ISBN 0-7151-4911-3
- English Easter Sepulchres: the history of an idea (PhD thesis, University of Leicester, 2007) ISBN 978-0-7151-4039-0
- Pocket Prayers: the classic collection (Anthologie) (Church House Publishing, 2009) ISBN 0-7151-4193-7
- Pocket Prayers for Commuters (Anthologie) (Church House Publishing, 2009) ISBN 0-7151-4194-5